# Dinu Lipatti
Dinu Lipatti (ur. 19 marca 1917 w Bukareszcie, zm. 2 grudnia 1950 w Genewie) – rumuński pianista i kompozytor
Urodził się w zamożnej rodzinie bukareszteńskich muzyków. Jego ojcem chrzestnym był rumuński kompozytor, skrzypek i pianista George Enescu.
Lipatti wcześnie rozpoczął naukę gry na fortepianie. W czerwcu 1930 w wieku 13 lat wystąpił z powodzeniem na popisie studentów Konserwatorium w Bukareszcie z koncertem a-moll Griega. W wieku 16 lat uczestniczył w międzynarodowym konkursie pianistycznym w Wiedniu, na którym jury przyznało mu drugą nagrodę. W proteście przeciw tej krzywdzącej decyzji Alfred Cortot opuścił posiedzenie jury konkursu.
W roku 1934 Dinu Lipatti rozpoczął studia w École Normale de Musique de Paris: kompozycję u Paula Dukasa, Nadii Boulanger i Igora Strawinskiego, fortepian u Alfreda Cortota i Yvonne Lefébure, dyrygenturę u Charlesa Müncha. Uczył się też u Artura Schnabla.
Po wybuchu II wojny światowej mógł występować tylko w krajach neutralnych lub sprzymierzonych z III Rzeszą. W roku 1943 wraz z żoną, pianistką Madeleine Cantacuzene zamieszkał w Genewie.
W roku 1944 został powołany na profesora klasy mistrzowskiej w Konserwatorium Genewskim.
Producent nagrań fonograficznych Walter Legge podpisał z Dinu Lipattim kontrakt na nagrania płytowe dla firmy EMI, które zostały zrealizowane w Londynie w roku 1947. W sali Royal Albert Hall nagrał Koncert fortepianowy a-moll Schumanna z dyrygentem Herbert von Karajanem.
Dinu Lipatti zachorował w roku 1947 na ziarnicę złośliwą. Mimo choroby występował jeszcze na estradach koncertowych, lecz podczas ostatniego występu publicznego na festiwalu muzycznym w Besançon we wrześniu 1950 musiał przerwać wykonywanie ostatniego utworu (walc Chopina), zamiast którego zagrał transkrypcję fortepianową chorału Bacha Jesu bleibet meine Freude.
Nieliczne nagrania Lipattiego ukazują się nadal w odświeżonych akustycznie wersjach, m.in. Barkarola i Sonata h-moll Chopina oraz Koncert fortepianowy a-moll Schumanna.
Dinu Lipatti zmarł przedwcześnie w wieku 33 lat i został pochowany na cmentarzu w Chêne-Bourg w kantonie genewskim.